# So Ji-sub
Dans ce nom coréen, le nom de famille, So, précède le nom personnel.
So Ji-sub (coréen : 소지섭) né le 4 novembre 1977 à Séoul, est un acteur et mannequin sud-coréen. Après s'être lancé dans le mannequinat de jeans, il se révèle au grand public en tant qu'acteur dans la série télévisée I'm Sorry, I Love You en 2004, grâce à laquelle il commence à se faire connaître. Sa popularité augmente après avoir joué dans les dramas Cain and Abel (2009), Phantom (2012), Master's Sun (2013), et dans le film Rough Cut (2008).

## Biographie

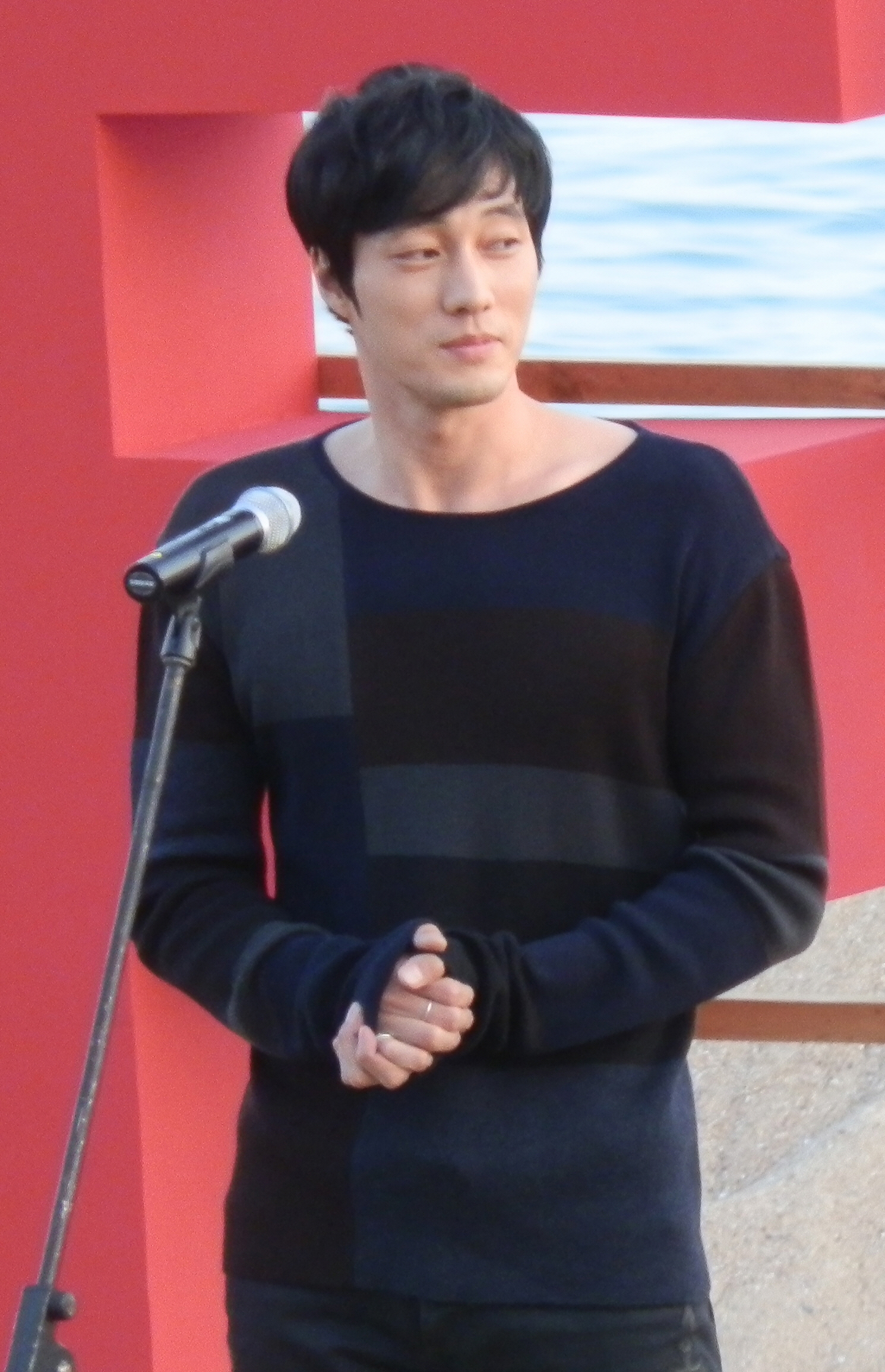
So Ji-sub au Festival International de Busan en 2011.

So Ji-sub a une sœur aînée vivant en Australie. Ses parents sont divorcés.
Il se décrit lui-même comme quelqu'un d'introverti et anxieux durant son enfance et son adolescence. Dès ses 10 ans, il passe une formation pour devenir nageur professionnel et remporte la médaille de bronze aux Jeux nationaux de Corée à l'âge de 11 ans,.
So Ji-sub se lance d'abord dans le mannequinat afin de rencontrer le chanteur de hip-hop Kim Sung-jae pour poser avec lui, celui-ci étant l'égérie d'une marque de vêtements à l'époque. L'acteur déclare que son but n'était pas de devenir une célébrité, qu'il ne vivait que pour le hip-hop et la natation, et qu'il s'est lancé dans le mannequinat simplement parce que c'est un métier où l'on gagne beaucoup d'argent facilement.
Ji-sub a fait son service militaire entre 2005 et 2007.

## Carrière
Il commence sa carrière en tant que mannequin pour la marque de jeans STORM en 1995, et fait par la suite ses débuts d'acteur dans la sitcom Three Guys and Three Girls suivi du drama Model. Il obtient de petits rôles à la télévision à la fin des années 1990 et au début des années 2000, et commence à gagner en popularité lorsqu'il est choisi pour le deuxième rôle masculin dans la série Glass Slippers en 2002. Il interprète son premier rôle principal dans le drama fantastique Thousand Years of Love en 2003.
En 2004, il intègre le casting du drama à succès What Happened in Bali. La même année, il interprète le rôle principal de la série I'm Sorry, I Love You, drama qui a eu un grand succès auprès du public coréen, mais aussi dans toute l'Asie,. Dans une interview en 2009, l'acteur affirme que ces deux séries télévisées sont les meilleures de sa filmographie.
Après son service militaire de deux ans, So Ji-sub fait son retour en intégrant le casting de son premier film, Rough Cut, dans lequel il interprète le rôle d'un gangster qui rêve de devenir acteur. En raison du petit budget du film, So Ji-sub et son partenaire Kang Ji-hwan décident d'investir dans la production et sont donc crédités en tant que producteurs. Le film est apprécié du public et les critiques en sont positives.
En 2009, So Ji-sub perce dans les marchés cinématographiques japonais et chinois. L'acteur joue dans la série I am GHOST, un drama d'action diffusé en 24 épisodes de cinq minutes sur l'application mobile japonaise BeeTV,. Par la suite, il joue dans la comédie romantique chinoise Sophie's Revenge, aux côtes de Zhang Ziyi,. À la suite de ce film, il signe un contrat avec le label chinois ATN Entertainment,.
Il retourne en Corée du Sud et intègre le casting de la série Caïn and Abel, qui raconte l'histoire de deux frères médecins en grande rivalité. Sa performance lui vaut le prix du meilleur acteur aux « Grimae Awards 2009 ».
En 2011, So Ji-sub interprète le rôle d'un boxeur qui tombe amoureux d'une fille aveugle dans le film dramatique Always, réalisé par Song Il-gon, avec l'actrice Han Hyo-joo. Le long-métrage a servi de film d'ouverture au Festival international du film de Busan 2011,.
En 2012, il joue dans le film A Company Man mais aussi dans la série Phantom, où il interprète un officier de police de la brigade cyber-criminelle.
En 2013, il joue dans le drama Master's Sun, une comédie romantique d'horreur écrite par les Sœurs Hong. Le drama est un succès commercial et contribue à la popularité de l'acteur à l'international. La même année, il joue dans la série romantique Oh My Venus aux côtés de Shin Min-a.
En 2017, l'acteur intègre le casting du film Battleship Island, racontant l’évasion de plus de 400 Coréens, envoyés de force sur l'île d'Hashima pour travailler à l'extraction du charbon, durant l'occupation japonaise de la Corée.
En 2018, il joue aux côtés de Son Ye-jin dans le film d'amour Be with You, basé sur le roman japonais du même nom. La même année, il joue dans la série d'espionnage My Secret Terrius. Sa performance lui vaut le prix du meilleur acteur aux « MBC Drama Awards ».
En 2020, l'acteur est choisi pour interpréter le rôle principal du thriller Confession.
So Ji-sub est occasionnellement rappeur. Il a sorti sept mini-albums entre 2008 et 2015 de style rap / hip-hop sous le label CJ E&M.

## Vie personnelle
En 2019, il déclare être en couple avec l'ancienne journaliste Jo Eun-jung. Le 7 avril 2020, l'acteur annonce leur mariage.

## Filmographie

### Séries télévisées
| Année | Titre                                                                  | Rôle                               | Chaîne  |
| ----- | ---------------------------------------------------------------------- | ---------------------------------- | ------- |
| 1996  | Three Guys and Three Girls                                             | Kim Chul-soo                       | MBC     |
| 1997  | Model                                                                  | Song Kyung-chul                    | SBS     |
| 1998  | MBC Best Theater épisode 316 : What You Cherish Can Never Be Forgotten | Dong-woo                           | MBC     |
| 1998  | I Hate You, But It's Fine                                              | Chul-min                           | SBS     |
| 2000  | Love Story épisode 6 : Miss Hip-hop & Mr. Rock                         | Oh Chul-soo                        | SBS     |
| 2000  | MBC Best Theater épisode 389 : Have You Ever Said 'I Love You'?        | Kyung-min                          | MBC     |
| 2000  | Wang Rung's Land                                                       | Park Min-ho                        | SBS     |
| 2000  | Because of You                                                         | Yoon Min-ki                        | MBC     |
| 2000  | Joa, Joa                                                               | Park Ji-sub                        | SBS     |
| 2000  | Cheers for the Women                                                   | Hwang Joon-won                     | SBS     |
| 2001  | Long Way                                                               | Ki-hyun                            | SBS     |
| 2001  | Delicious Proposal                                                     | Jang Hee-moon                      | MBC     |
| 2001  | Law Firm                                                               | Choi Jang-goon                     | SBS     |
| 2002  | [e Are Dating Now                                                      | Choi Kyo-in                        | SBS     |
| 2002  | Glass Slippers                                                         | Park Chul-woong                    | SBS     |
| 2003  | Thousand Years of Love                                                 | Général Guishil Ari / Kang In-chul | SBS     |
| 2004  | What Happened in Bali                                                  | Kang In-wook                       | SBS     |
| 2004  | I'm Sorry, I Love You                                                  | Cha Moo-hyuk                       | KBS2    |
| 2008  | U-Turn                                                                 | Ji-sub                             | OCN     |
| 2009  | Cain and Abel                                                          | Lee Cho-in / Oh Kang-ho            | SBS     |
| 2009  | I am GHOST                                                             | Le fantôme                         | BeeTV   |
| 2010  | Road No. 1                                                             | Lee Jang-woo                       | MBC     |
| 2012  | Phantom                                                                | Kim Woo-hyun / Park Gi-young       | SBS     |
| 2013  | Master's Sun                                                           | Joo Joong-won                      | SBS     |
| 2014  | A Good Day                                                             | Kim Ji Ho                          | Line TV |
| 2015  | Oh My Venus                                                            | Kim Young-Ho                       | KBS2    |
| 2018  | My Secret Terrius                                                      | Kim Bon                            | MBC     |
| 2022  | Doctor Lawyer                                                          |                                    |         |
| 2025  | Mercy for None                                                         | Nam Gi-Jun                         |         |

### Films
| Année | Titre                               | Rôle            |
| ----- | ----------------------------------- | --------------- |
| 2002  | Can't Live Without Robbery          | Choi Kang-jo    |
| 2008  | Kitaro and the Millennium Curse     | Yaksha          |
| 2008  | Rough Cut                           | Gang-pae        |
| 2009  | Sophie's Revenge                    | Jeff            |
| 2011  | Always                              | Jang Cheol-min  |
| 2012  | A Company Man                       | Ji Hyeong-do    |
| 2014  | The Throne                          | Le roi Jeongjo  |
| 2017  | Battleship Island                   | Choi Chil-seong |
| 2018  | Be with You                         | Woo-jin         |
| 2020  | Confession                          |                 |
| 2022  | Alienoid : Les Protecteurs du futur | Moon Do-seok    |